# Liste der Gemeinden auf Réunion

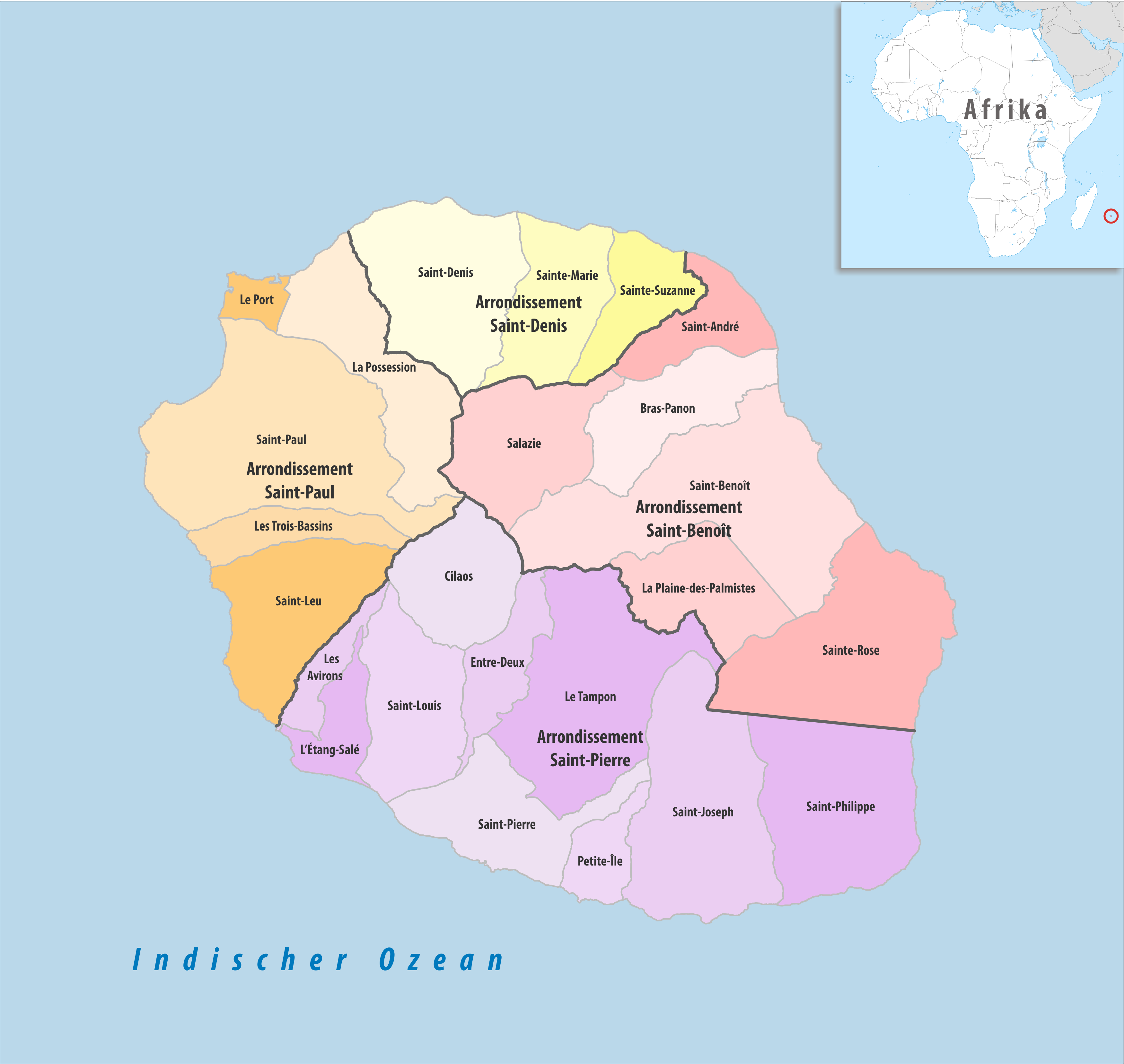
Gemeinden von Réunion

Réunion untergliedert sich in vier Arrondissements mit 25 Kantonen und 24 Gemeinden (Stand 1. Januar 2022).
| Code INSEE | PLZ   | Gemeinde                | Einwohner (Stand 1. Januar 2022) | Fläche in km² | Einwohner je km² | Kanton seit 24. Februar 2014 Kanton bis zum 23. Februar 2014 | Arrondissement | Gemeindeverband             |
| ---------- | ----- | ----------------------- | -------------------------------- | ------------- | ---------------- | --- | -------------- | --------------------------- |
| 97402      | 97412 | Bras-Panon              | 13.131                           | 88,55         | 148              | Saint-André-3 Bras-Panon | Saint-Benoît   | Réunion Est                 |
| 97424      | 97413 | Cilaos                  | 5.215                            | 84,40         | 62               | Saint-Louis-2 Saint-Louis-3 | Saint-Pierre   | Villes Solidaires           |
| 97403      | 97414 | Entre-Deux              | 7.115                            | 66,83         | 106              | Saint-Louis-2 Entre-Deux | Saint-Pierre   | Sud                         |
| 97404      | 97427 | L’Étang-Salé            | 14.329                           | 38,65         | 371              | L’Étang-Salé | Saint-Pierre   | Villes Solidaires           |
| 97406      | 97431 | La Plaine-des-Palmistes | 6.920                            | 83,19         | 83               | Saint-Benoît-1 La Plaine-des-Palmistes | Saint-Benoît   | Réunion Est                 |
| 97408      | 97419 | La Possession           | 36.390                           | 118,35        | 307              | La Possession | Saint-Paul     | Territoire de la Côte Ouest |
| 97407      | 97420 | Le Port                 | 33.670                           | 16,62         | 2026             | Le Port Le Port-1 Nord Le Port-2 Sud | Saint-Paul     | Territoire de la Côte Ouest |
| 97422      | 97418 | Le Tampon               | 81.964                           | 165,43        | 495              | Le Tampon-1 Le Tampon-2 Le Tampon-1 Le Tampon-2 Le Tampon-3 Le Tampon-4 | Saint-Pierre   | Sud                         |
| 97401      | 97425 | Les Avirons             | 11.445                           | 26,27         | 436              | L’Étang-Salé Les Avirons | Saint-Pierre   |                             |
| 97423      | 97426 | Les Trois-Bassins       | 7.113                            | 42,58         | 167              | Saint-Leu Les Trois-Bassins | Saint-Paul     | Territoire de la Côte Ouest |
| 97405      | 97429 | Petite-Île              | 12.920                           | 33,93         | 381              | Saint-Pierre-3 Petite-Île | Saint-Pierre   | Villes Solidaires           |
| 97409      | 97440 | Saint-André             | 57.546                           | 53,07         | 1084             | Saint-André-1 Saint-André-3 Saint-André-1 Saint-André-3 | Saint-Benoît   | Réunion Est                 |
| 97410      | 97437 | Saint-Benoît            | 37.585                           | 229,61        | 164              | Saint-Benoît-1 Saint-Benoît-2 Saint-Benoît-1 Saint-Benoît-2 | Saint-Benoît   | Réunion Est                 |
| 97411      | 97400 | Saint-Denis             | 156.149                          | 142,79        | 1094             | Saint-Denis-1 Saint-Denis-2 Saint-Denis-3 Saint-Denis-4 Saint-Denis-1 Saint-Denis-2 Saint-Denis-3 Saint-Denis-4 Saint-Denis-5 Saint-Denis-6 Saint-Denis-7 Saint-Denis-8 Saint-Denis-9 | Saint-Denis    | Nord de la Réunion          |
| 97418      | 97438 | Sainte-Marie            | 35.584                           | 87,21         | 408              | Sainte-Marie | Saint-Denis    | Nord de la Réunion          |
| 97419      | 97439 | Sainte-Rose             | 6.450                            | 177,60        | 36               | Saint-Benoît-2 Sainte-Rose | Saint-Benoît   | Réunion Est                 |
| 97420      | 97441 | Sainte-Suzanne          | 24.855                           | 57,84         | 430              | Saint-André-1 Sainte-Suzanne (Réunion) | Saint-Denis    | Nord de la Réunion          |
| 97412      | 97480 | Saint-Joseph            | 38.992                           | 178,50        | 218              | Saint-Joseph Saint-Leu Saint-Pierre-3 Saint-Joseph-1 Saint-Joseph-2 | Saint-Pierre   | Sud                         |
| 97413      | 97416 | Saint-Leu               | 35.597                           | 118,37        | 301              | L’Étang-Salé Saint-Leu-1 Saint-Leu-2 | Saint-Paul     | Territoire de la Côte Ouest |
| 97414      | 97450 | Saint-Louis             | 54.478                           | 98,90         | 551              | Saint-Louis-1 Saint-Louis-2 Saint-Louis-1 Saint-Louis-2 Saint-Louis-3 | Saint-Pierre   | Villes Solidaires           |
| 97415      | 97428 | Saint-Paul              | 106.220                          | 241,28        | 440              | Saint-Paul-1 Saint-Paul-2 Saint-Paul-3 Saint-Paul-1 Saint-Paul-2 Saint-Paul-3 Saint-Paul-4 Saint-Paul-5                                                                               | Saint-Paul     | Territoire de la Côte Ouest |
| 97417      | 97442 | Saint-Philippe          | 5.093                            | 153,94        | 33               | Saint-Benoît-2 Saint-Philippe | Saint-Pierre   | Sud                         |
| 97416      | 97410 | Saint-Pierre            | 85.254                           | 95,99         | 888              | Saint-Pierre-1 Saint-Pierre-2 Saint-Pierre-3 Saint-Pierre-1 Saint-Pierre-2 Saint-Pierre-3 Saint-Pierre-4                                                                              | Saint-Pierre   | Villes Solidaires           |
| 97421      | 97433 | Salazie                 | 7.333                            | 103,82        | 71               | Saint-André-3 Salazie | Saint-Benoît   | Réunion Est                 |